# الشركة الوطنية للنشر والتوزيع (الجزائر)
الشركة الوطنية للنشر والتوزيع (SNED)، التي أصبحت المؤسسة الوطنية للكتاب (ENAL) في عام 1983، هي شركة عامة في الجزائر، وكان نشاطها النشر والتوزيع. أنشئت عام 1966، وحُلت عام 1998. وهي نتيجة تأميم هاشيت الجزائر  بعد الاستقلال.
أنشئت بموجب المرسوم رقم 66-28 المؤرخ في 27 يناير 1966، الذي حل محل الطبعات الوطنية السابقة، وقد دُشنت في 20 سبتمبر 1964.